# Lorentz Runeberg
Lorentz Runeberg, född 17 september 1763, död 5 oktober 1809, var en svensk notarie.
Runeberg var notarie vid magistraten i Stockholm. Han var även amatörmusiker och spelade cello och violone. Runeberg invaldes som ledamot 116 i Kungliga Musikaliska Akademien den 18 april 1788 och var även medlem av Utile Dulci.